# Phaenopsylla aiderensis
Phaenopsylla aiderensis är en loppart som beskrevs av Medvedev et Alifirenko 1991. Phaenopsylla aiderensis ingår i släktet Phaenopsylla och familjen smågnagarloppor. Inga underarter finns listade i Catalogue of Life.